# 旧三工大
旧三工大（きゅうさんこうだい）は、旅順工科大学、東京工業大学（現：東京科学大学）、大阪工業大学（現：大阪大学大学院工学研究科・工学部）の、3つの工業専門の旧制大学を指す言葉である。単に「三工大」と呼ぶこともある。なお、3大学とも官立大学であった。

## 概要
いずれの大学も創立当初は専門学校令に基づく高等工業学校であったが、最初に大学に昇格したのは旅順工科大学である（1922年、旅順工科学堂から昇格）。続いて1929年、東京高等工業学校と大阪高等工業学校がそれぞれ東京工業大学と大阪工業大学に昇格して、「三工大」が出揃った。このうち、外地の関東州にあるという特性上から、旅順工大にのみ大学予科が設けられており、他の2大学に入学するには旧制高等学校や高等工業学校を卒業する必要があった。
その後の教育政策により、大阪工大は1933年に大阪帝国大学（1931年に府立大阪医科大学から昇格）に統合されて同工学部に改組され、旅順工大は太平洋戦争最末期の1945年9月、ソ連対日参戦の際にソ連軍に接収され、廃校となった。

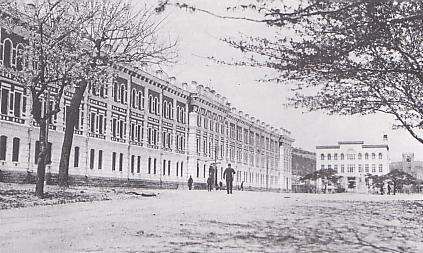
旅順工科大学
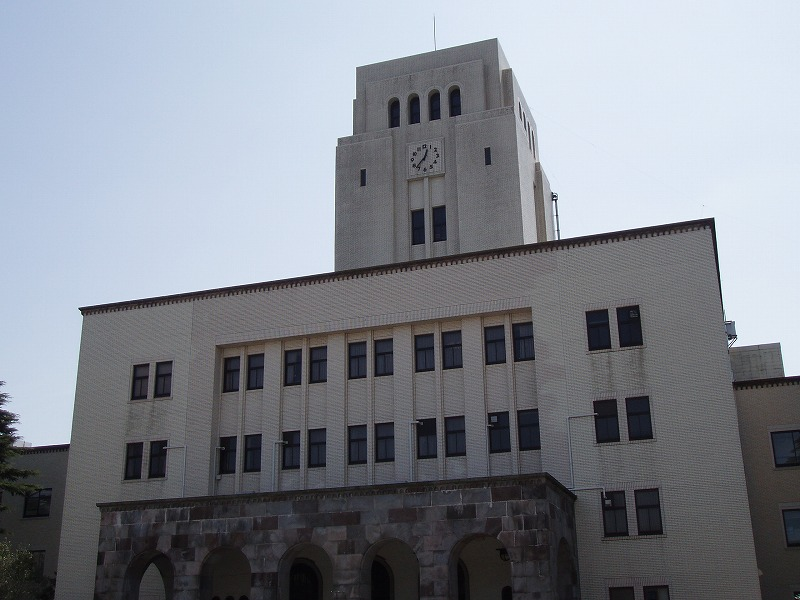
東京工業大学